# آهن‌ربای ساماریوم کبالت
آهن‌ربای ساماریوم کبالت (SmCo)، نوعی آهنربای طبیعی کمیاب و همچنین یک آهن‌ربای دائمی قوی است که از دو عنصر اساسی ساماریم و کبالت ساخته شده‌است.
این دسته از آهن‌رباها در اوایل دهه ۱۹۶۰ میلادی بر اساس تحقیقات انجام شده توسط کارل استرنات در پایگاه نیروی هوایی رایت-پترسون و آلدن ری در دانشگاه دیتون توسعه یافتند. به‌طور خاص، Strnat و Ray اولین فرمول SmCo 5 را ایجاد کردند.
آهن‌رباهای ساماریوم-کبالت معمولاً از نظر استحکام مشابه با آهنرباهای نئودیمیم بوده، اما دمای کاری و قدرت وادارندگی مغناطیسی آن‌ها بالاتر می‌باشد.

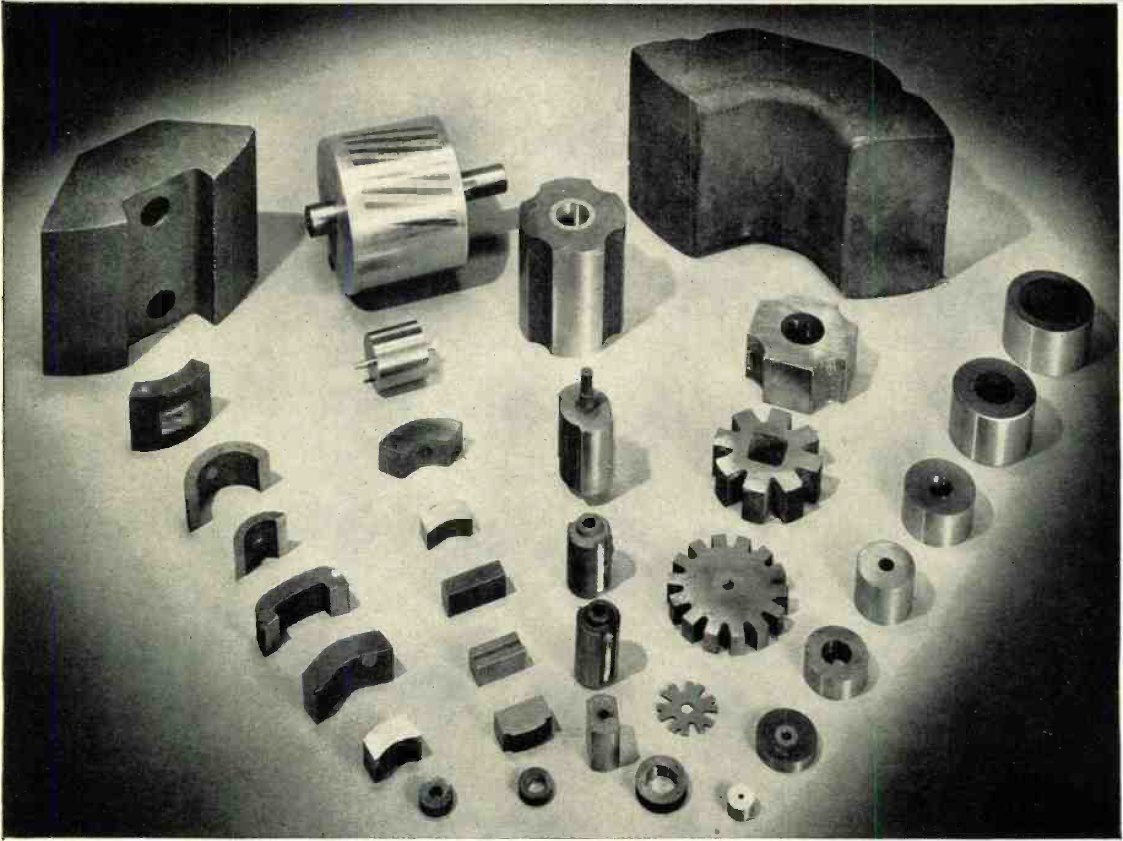

## ویژگی‌های
در برابر مغناطیس زدایی خیلی مقاوم هستند.
پایداری دمایی مناسب (حداکثر دمای استفاده بین ۲۵۰ درجه سلسیوس (۵۲۳ کلوین) و ۵۵۰ درجه سلسیوس (۸۲۳ کلوین))؛ دمای کوری از ۷۰۰ درجه سلسیوس (۹۷۳ کلوین) تا ۸۰۰ درجه سلسیوس (۱٬۰۷۰ کلوین)
قیمت بالا و حساس بودن قیمت به نوسانات بازار (کبالت به قیمت بازار حساس است)
آهن‌رباهای ساماریوم-کبالت دارای مقاومت قوی در برابر خوردگی و اکسیداسیون هستند و معمولاً نیازی به پوشش ندارند و می‌توانند به‌طور گسترده در دمای بالا و شرایط کاری سخت استفاده شوند.
این نوع از آهن‌رباها شکننده بوده و مستعد ترک خوردن و خرد شدن هستند. آهن‌رباهای ساماریوم-کبالت دارای حداکثر محصولات انرژی (BH max) هستند که بین ۱۴ مگاگاوس-اورستد (MG·Oe) تا 33 MG·Oe متغیر است، یعنی تقریباً. ۱۱۲ کیلوژول / متر 3-264 کیلوژول / متر 3؛ حد نظری انرژی آن۲ها 34 MG·Oe است، حدوداً ۲۷۲ کیلوژول / متر3.
آهن‌رباهای ساماریوم-کبالت تف جوشی شده، ناهمسانگردی مغناطیسی از خود نشان می‌دهند، به این معنی که آنها فقط می‌توانند در محور جهت‌گیری مغناطیسی خود خواص مغناطیسی داشته باشند. این کار با هم راستاسازی ساختار کریستالی مواد در طول فرایند تولید انجام می‌شود.
| ملک (واحد)                         | نئودیمیم        | Sm-Co         |
| ---------------------------------- | --------------- | ------------- |
| ماندگاری (T)                       | ۱–۱٫۵           | ۰٫۸–۱٫۱۶      |
| اجبار (MA/m)                       | ۰٫۸۷۵–۲٫۷۹      | ۰٫۴۹۳–۲٫۷۹    |
| نفوذپذیری نسبی (-)                 | ۱٫۰۵            | ۱٫۰۵–۱٫۱      |
| ضریب دمایی ماندگاری (%/K)          | –۰٫۰۹.. –۰٫۱۲   | −۰٫۰۳.. –۰٫۰۵ |
| ضریب دمایی فشار (%/K)              | −۰٫۴۰.. –۰٫۶۵   | −۰٫۱۵.. –۰٫۳۰ |
| دمای کوری (درجه سانتیگراد)         | ۳۱۰–۳۷۰         | ۷۰۰–۸۵۰       |
| چگالی (g/cm 3)                     | ۷٫۳–۷٫۷         | ۸٫۲–۸٫۵       |
| CTE، راستای مغناطیسی (1/K)         | (۳–۴)× 10-6     | (۵–۹)× 10-6   |
| CTE، عمود بر راستای مغناطیسی (1/K) | (۱–۳)× 10-6     | (۱۰–۱۳)× 10-6 |
| مقاومت خمشی (N/mm 2)               | ۲۰۰–۴۰۰         | ۱۵۰–۱۸۰       |
| مقاومت فشاری (N/mm 2)              | ۱۰۰۰–۱۱۰۰       | ۸۰۰–۱۰۰۰      |
| استحکام کششی (N/mm 2)              | ۸۰–۹۰           | ۳۵–۴۰         |
| سختی ویکرز (HV)                    | ۵۰۰–۶۵۰         | ۴۰۰–۶۵۰       |
| مقاومت الکتریکی (Ω·cm)             | (۱۱۰–۱۷۰)× 10-6 | (۵۰–۹۰)× 10-6 |

## سری‌ها
آهن‌ربای ساماریوم-کبالت در دو سری موجود می‌باشد، آهن‌رباهای SmCo 5 و آهن‌رباهای Sm 2 Co 17.

### سری ۱:۵
این نوع آلیاژهای آهنربایی ساماریوم-کبالت (که معمولاً با نام SmCo 5 یا SmCo سری ۱:۵ شناخته می‌شوند) دارای یک اتم ساماریوم طبیعی کمیاب به ازائ هر پنج اتم کبالت هستند. از نظر وزنی این آلیاژ آهن‌ربا معمولاً حاوی ۳۶ درصد ساماریوم با مقدار متعادل کبالت است. محصولات انرژی این آلیاژ ساماریم-کبالت از 16 MG·Oe تا 25 MG·Oe است، یعنی حدوداً، 128 – ۲۰۰ کیلوژول بر متر 3. آهن‌رباهای ساماریوم-کبالت عموماً دارای ضریب دمایی برگشت‌پذیر %۰٫۰۵- در درجه سانتیگراد هستند. حالت اشباع مغناطیسی را می‌توان با یک میدان مغناطیسی متوسط به دست آورد. این سری آهن‌رباها نسبت به آهن‌رباهای سری SmCo 2:17 با یک میدان مغناطیسی خاص، راحت‌تر کالیبره می‌شوند.
در حضور یک میدان مغناطیسی نسبتاً قوی، آهنرباهای مغناطیسی نشده این سری سعی می‌کنند محور جهت‌گیری خود را با میدان مغناطیسی همسو کنند، بنابراین مقدار کمی مغناطیسی می‌شوند. اگر در پس پردازش نیاز به آبکاری یا پوشش دهی آهن‌ربا باشد، این مسئله می‌تواند مشکل‌ساز باشد. میدان جزئی که در آهنربا ایجاد می‌شود، می‌تواند خرده‌ها را در طول فرایند آبکاری یا پوشش دهی جذب کند و باعث شکست پوشش یا از نظر شرایط مکانیکی خارج از محدوده مجاز شود.
Br با دما تغییر کرده و یکی از مشخصه‌های مهم عملکرد آهن‌ربا می‌باشد. برخی از کاربردها، مانند ژیروسکوپ‌های اینرسی و لوله‌های متحرک موج (TWT)، نیاز به داشتن میدانی ثابت در محدوده دمایی وسیعی دارند. ضریب دمای برگشت‌پذیر (RTC) از Br، بصورت زیر تعریف می‌شود
برای رسیدگی به این الزامات، آهن‌رباهای جبران سازی شده در برابر دما در اواخر دهه ۱۹۷۰ ساخته شدند. برای آهن‌ربا SMCO معمولی، Br با افزایش دما کاهش می‌یابد. در مقابل، برای آهن‌ربا Br ،GdCo با افزایش دما در بازه دمای مشخصی، افزایش می‌یابد. با ترکیب ساماریوم و گادولینیوم در آلیاژ، ضریب دما را می‌توان تا نزدیک به صفر کاهش داد.
آهن‌رباهای SMCO 5 وادارندگی (نیروی وادارنده) بسیار بالایی دارند؛ یعنی به راحتی مغناطیس زدایی نمی‌شوند. آنها با بسته‌بندی پودرهای مغناطیسی تک حوزه با دانه پهن ساخته می‌شوند. همه حوزه‌های مغناطیسی با جهت محور آسان همسو هستند. در این حالت، تمام دیواره‌های دامنه در زاویه ۱۸۰ درجه قرار دارند. هنگامی که هیچ ناخالصی وجود ندارد، روند معکوس شدن آهن‌ربای حجیم معادل موت‌های تک حوزه است، که در آن چرخش منسجم مکانیسم غالب است. با این حال، به دلیل وجود نقص در ساخت، ممکن است ناخالصی‌هایی در آهن‌رباها وارد شود که هسته را تشکیل می‌دهند. در این مورد، چون ناخالصی‌ها ممکن است ناهمسانگردی پایین‌تری داشته باشند یا با محورهای آسان ناهمسو باشند، چرخش جهت‌های مغناطیسی آن‌ها آسان‌تر است، که پیکربندی ۱۸۰ درجه دیواره دامنه را می‌شکند. در چنین موادی، وادارندگی با هسته زایی کنترل می‌شود. برای به دست آوردن وادارندگی زیاد، کنترل ناخالصی در فرایند ساخت بسیار مهم است.

### سری ۲:۱۷
این آلیاژها (نوشته شده به عنوان Sm 2 Co 17، یا SmCo Series 2:17) با ترکیبی از دو اتم ساماریوم طبیعی کمیاب در هر ۱۳ تا ۱۷ اتم فلزات واسطه (TM) سخت شده‌اند. محتوای TM سرشار از کبالت است، اما حاوی عناصر دیگری مانند آهن و مس است. عناصر دیگری مانند زیرکونیوم، هافنیوم و مواردی از این قبیل ممکن است در مقادیر کم برای دستیابی به نتایج عملیات حرارتی بهتر اضافه شوند. از نظر وزنی، آلیاژ به‌طور کلی حاوی ۲۵ درصد ساماریوم است. محصولات حداکثر انرژی از این آلیاژها از ۲۰ تا 32 MGOe می‌باشد، که چیزی است در حدود ۱۶۰–۲۶۰ کیلوژول / متر 3. این آلیاژها بهترین ضریب دمایی برگشت‌پذیر را در بین همه آلیاژهای طبیعی کمیاب دارند که معمولاً %۰٫۰۳- در درجه سانتیگراد است. مواد «نسل دوم» را می‌توان در دماهای بالاتر نیز استفاده کرد.
در آهن‌رباهای Sm 2Co 17، مکانیسم وادارندگی بر اساس اتصال به دیواره دامنه است. ناخالصی‌های داخل آهن‌ربا مانع از حرکت دیواره دامنه می‌شود و در نتیجه در برابر فرایند برگشت مغناطیسی مقاومت می‌کند. برای افزایش وادارندگی، ناخالصی‌ها عمداً در طول فرایند ساخت اضافه می‌شوند.

## تولید
آلیاژها معمولاً در حالت غیر مغناطیسی ماشینکاری می‌شوند. ساماریوم-کبالت باید با استفاده از فرآیندسنگ زنی مرطوب (خنک‌کننده‌های مبتنی بر آب) و چرخ سنگ زنی الماس سنگ زنی شود. در صورت ایجاد سوراخ‌ها یا سایر ویژگی‌هایی که محدود شده‌اند، همان نوع فرایندها مورد نیاز است. ضایعات سنگ زنی تولید شده نباید به‌طور کامل خشک شوند زیرا ساماریوم-کبالت نقطه اشتعال پایینی دارد. یک جرقه کوچک، مانند جرقه ای که با الکتریسیته ساکن تولید می‌شود، به راحتی می‌تواند فرایند احتراق را شروع کند. آتش تولید شده می‌تواند بسیار داغ و کنترل آن دشوار باشد.
روش احیاء/ذوب و روش احیا/ انتشار برای ساخت آهنرباهای ساماریوم-کبالت استفاده می‌شود. روش احیا/ذوب شرح داده خواهد شد زیرا برای تولید SmCo 5 و Sm 2 Co 17 استفاده می‌شود. مواد خام در یک کوره القایی پر از گاز آرگون ذوب می‌شوند. مخلوط را در قالب ریخته و با آب، سرد می‌کنند تا به شکل شمش درآید. شمش پودر شده و ذرات بیشتر خرد می‌شوند تا اندازه ذرات کاهش یابد. پودر حاصل در قالبی به شکل دلخواه، در میدان مغناطیسی فشرده می‌شود تا میدان مغناطیسی ذرات را جهت دهد. تف جوشی در دمای ۱۱۰۰–۱۲۵۰ درجه سانتیگراد اعمال می‌شود، به دنبال آن عملیات محلول در دمای ۱۱۰۰–۱۲۰۰ درجه سانتیگراد انجام می‌شود و در نهایت حرارت روی آهنربا در حدود ۷۰۰–۹۰۰ درجه سانتیگراد انجام می‌شود. سپس سنگ زنی می‌شود و بیشتر مغناطیسی می‌شود تا خواص مغناطیسی آن افزایش یابد. محصول نهایی تست، بازرسی و بسته‌بندی می‌شود.
ساماریم را می‌توان با بخشی از عناصر کمیاب دیگر از جمله پرازئودیمیم، سریم و گادولینیوم جایگزین کرد. کبالت را می‌توان با بخشی از فلزات واسطه دیگر از جمله آهن، مس و زیرکونیوم جایگزین کرد.

## کاربردها

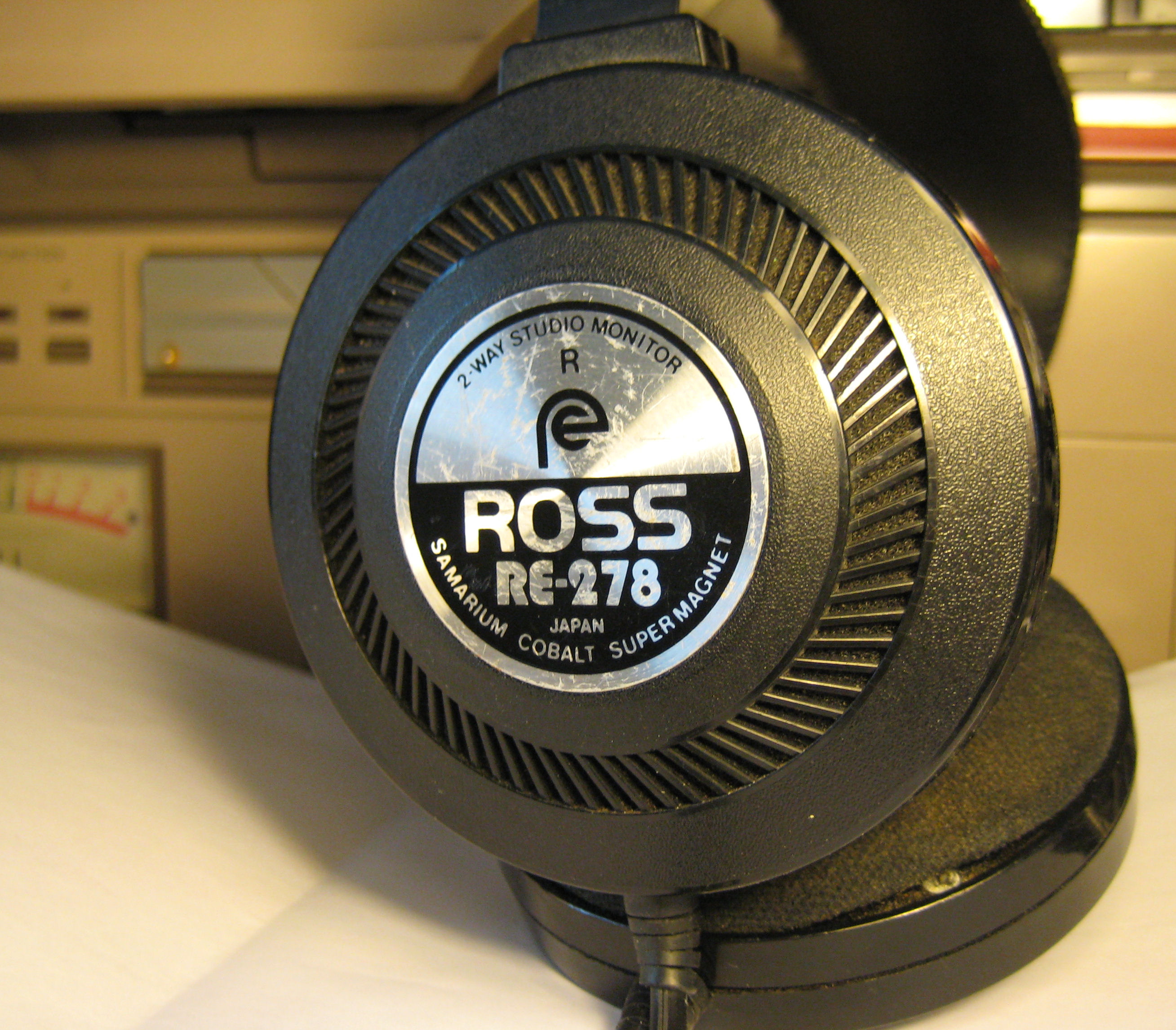
هدفون قدیمی دهه ۱۹۸۰ با استفاده از آهنرباهای ساماریوم کبالت

فندر از یکی از سری پیکاپ‌های گیتار الکتریک ساماریوم کبالت بی‌صدا طراحی بیل لارنس در Vintage Hot Rod '57 Stratocaster فندر استفاده کرد. این پیکاپ‌ها در گیتار American deluxe series و گیتار بیس از سال ۲۰۰۴ تا اوایل سال ۲۰۱۰ استفاده شدند.
در اواسط دهه ۱۹۸۰، برخی از هدفون‌های گران‌قیمت مانند Ross RE-278 از مبدل‌های سوپر مگنت ساماریوم-کبالت استفاده می‌کردند.
کاربردهای دیگر عبارتند از:
- موتورهای الکتریکی سطح بالا که در کلاس‌های رقابتی تر در مسابقات اتومبیل رانی استفاده می‌شوند
- توربوماشین
- آهنرباهای میدان لوله موج متحرک
- کاربردهایی که نیاز به عملکرد سیستم در دماهای برودتی یا دمای بسیار گرم دارند (بیش از ۱۸۰ درجه سانتی گراد)
- کاربردهایی که در آنها عملکرد باید با تغییرات دما سازگار باشد
- طیف‌سنج‌های NMR رومیزی
- رمزگذارهای چرخشی که در آن عملکرد محرک مغناطیسی را انجام می‌دهد